# Offoué-Onoye
Offoué-Onoye ist ein Departement in der Provinz Ogooué-Lolo in Gabun. Das Departement hatte 2013 etwa 2700 Einwohner. Hauptstadt ist Iboundji.